# Rodrigo Barrera
Rodrigo Hernán Barrera Funes (30 de març de 1970) és un exfutbolista xilè.

## Selecció de Xile
Va formar part de l'equip xilè a la Copa del Món de 1998.